# 奚銘
奚銘（1435年—？），字克新，順天府宛平縣人，匠籍。明朝政治人物。同進士出身。
順天府鄉試第六十七名。成化八年（1472年）壬辰科會試第十八名，殿試登進士第三甲第一百一十六名。出知福建泰寧縣，改山東樂安縣。授監察御史。曾祖父奚中。祖父奚澄。父亲奚伯通。